# پی‌یر ویس
پیر-ارنست ویس (فرانسوی: Pierre-Ernest Weiss‎؛ زاده ۲۵ مارس ۱۸۶۵ – درگذشته ۲۴ اکتبر ۱۹۴۰) یک فیزیکدان اهل فرانسه بود.
نظریه حوزه‌های مغناطیسی و طرز کار هسته‌های فرو مغناطیس اولین بار توسط ویس در سال ۱۹۰۶ پیشنهاد شد.